# The Joy of Music, the Job of Real Estate
The Joy of Music, the Job of Real Estate è il quinto album in studio del gruppo musicale funk statunitense Vulfpeck, pubblicato il 23 ottobre 2020 dall'etichetta discografica indipendente Vulf Records.

## Tracce
1. Bach Vision Test – 2:30
2. 3 on E (feat. Anwaun Stanley) – 2:58
3. Test Drive (Instrumental) – 2:58
4. Radio Shack – 3:17
5. LAX (feat. Joey Dosik) – 3:46
6. Poinciana – 2:23
7. Eddie Buzzsaw (feat. Eddie Barbash) – 2:25
8. Something (feat. Bernard "Pretty" Purdie) – 3:56
9. Santa Baby – 3:38
10. Off and Away (feat. Earthquake Lights) – 4:03